# Schijnzelfstandigheid
Schijnzelfstandigheid is de situatie waar gewerkt wordt als zelfstandige terwijl op basis van wet- en regelgeving als werknemer gewerkt moet worden. 

## België
In België gaat het om werknemers die het statuut van zelfstandige hebben maar in werkelijkheid een beroepsactiviteit uitoefenen onder het gezag van de werkgever. Dat betekent dat zij normaal gezien in loondienst zouden moeten zijn, en dat de werkgever dus sociale bijdragen zou moeten betalen. Het is daarmee een verkapte arbeidsovereenkomst. De werkgever kan hiermee administratieve verplichtingen en werknemersbescherming omzeilen.
Een werkelijke zelfstandige wordt verondersteld vrij voor eigen rekening te werken. Er is dus geen gezagsrelatie tussen de zelfstandige en het bedrijf dat van zijn diensten gebruikmaakt. De zelfstandige kan vrij kiezen hoe zijn werk te organiseren, en mag ook zelf beslissen met wie hij of zij zaken doet. Bij schijnzelfstandigheid ontbreekt deze vrijheid; de schijnzelfstandige heeft maar 1 opdrachtgever en staat onder diens gezag, maar zonder arbeidsrechtelijke bescherming.

### Juridische relatie
In plaats van een arbeidsovereenkomst, zal de schijnzelfstandige een franchise- of dienstverleningsovereenkomst hebben met zijn opdrachtgever. Deze overeenkomst bevat vaak een aantal elementen die aan een dienstbetrekking doen denken, zoals een plicht om op bepaalde tijden aanwezig of beschikbaar te zijn, de plicht instructies van de opdrachtgever op de volgen, het recht of de plicht met het materiaal van de werkgever te werken, het recht of de plicht het logo of bedrijfskleding van de werkgever te gebruiken, veelal exclusiviteits-, relatie- en concurrentiebedingen, en een recht op een bepaalde vergoeding naar ratio van de gewerkte tijd (maar omdat de tijd vastligt, geldt dat meestal ook voor de vergoeding). Het bevat echter ook wezenlijk van een arbeidsovereenkomst verschillende elementen, waaronder relatief eenvoudige opzegbaarheid, soms de expliciete ontkenning dat er een arbeidsovereenkomst is, en een bepaling waarin alle administratieve-, sociale verzekerings- en belastingsverplichtingen bij de schijnzelfstandige worden neergelegd. 

### Voor de werkgever
Schijnzelfstandigheid is zeer voordelig voor de werkgever; hij geniet wel de lusten maar niet de lasten van een arbeidsverhouding. Hij hoeft geen loonbelasting of sociale premies af te dragen wat tevens een grote verlichting van de administratieve lasten betekent. Ook kan hij in sommige gevallen een deel van de kosten bij de schijnzelfstandige neerleggen en heeft hij bovenop de vergoeding geen plicht tot uitbetaling van vakantiegeld. Verder hoeft geen rekening gehouden te worden met de bescherming die de werknemer in het arbeidsrecht geniet, aangezien er formeel geen sprake is van een arbeidsovereenkomst.

### Voor de werknemer
Voor de werknemer of schijnzelfstandige is het precies andersom: hij geniet wel de lasten maar niet de lusten van zelfstandigheid. Hij is contractueel sterk aan de opdrachtgever gebonden, maar geniet geen arbeidsrechtelijke bescherming en kan van het ene op het andere moment werkloos raken. Ook wordt veelal niet doorbetaald bij ziekte. Vanwege het ontbreken van arbeidsrechtelijke bescherming kan een werkgever hem ook gevaarlijk werk laten doen, zeer lange dagen laten maken, of op ongebruikelijke tijden laten werken. Alle of een deel van de kosten kunnen bij de werknemer worden neergelegd. Ook moet de werknemer zelf zorg dragen voor het afdragen van belastingen en premies, met bijbehorende kosten en rompslomp. De werknemer ontvangt een bruto beloning, maar zal zelf zorg moeten dragen voor belasting- en premieafdracht.

### Voorkomen
Schijnzelfstandigheid weerspiegelt derhalve sterk de wens van de werkgever en komt voornamelijk voor wanneer er sprake is van economische tegenspoed, weinig werkgelegenheid, of een groep die om een of andere reden kwetsbaar is. Voorbeelden waarbij schijnzelfstandigheid veel voorkomt zijn:
- De bouwsector;[1]
- Bewakings- en toezichtsdiensten voor rekening van derden;[1]
- Personen- en goederenvervoer voor rekening van derden;[1]
- Schoonmaakactiviteiten;[1]
- Ten gevolge van een overschot aan piloten en de noodzaak vlieguren te maken en hun studieschuld af te betalen, is er een opmars van schijnzelfstandigheid onder piloten, met name in low-budget maatschappijen;[2]
- Colportage;
- Flitsbezorgers;[3]
- In Luxemburg schreef de wet voor dat (bevoegde) advocaten zelfstandigen moeten zijn. Om mee te komen in de internationale trend waarin advocaten in grotere maatschappen samenwerken, worden schijnzelfstandigheidscontructies gehanteerd, zodat de advocaat formeel zelfstandig is maar toch gebruik kan maken van de faciliteiten van een (groot) kantoor. Hoewel de wet inmiddels gewijzigd is en advocaten in dienst kunnen treden, houden de meeste grote kantoren toch de schijnzelfstandigheidsconstructie.

### Bestrijding
De Belgische overheid bestrijdt deze fraude actief en hanteert negen criteria om te beslissen of het om schijnzelfstandigheid gaat. Wie aan minstens de helft van deze criteria voldoet, wordt verondersteld van een werknemer te zijn:
1. Geen financieel of economisch risico lopen
2. Geen verantwoordelijkheid en beslissingsmacht bezitten
3. Geen beslissingsmacht over het aankoopbeleid
4. Geen beslissingsmacht over het prijsbeleid
5. Het ontbreken van een resultaatverbintenis
6. Niet over eigen personeel beschikken
7. Zich niet voordoen als onderneming, of voor slechts één partij werken
8. Beschikken over de garantie van een vaste vergoeding of inkomen
9. Werken in ruimtes van een ander